# Hollywood (Marina and the Diamonds)
Hollywood è un singolo della cantante inglese Marina and the Diamonds pubblicato il 31 gennaio 2010 dall'etichetta discografica 679 Recordings e Atlantic Records, estratto dall'album The Family Jewels.

## Tracce
CD singolo (Regno Unito)
1. Hollywood – 3:23
2. Hollywood (Gonzales Remix) – 3:43

EP di iTunes (Regno Unito)
1. Hollywood – 3:23
2. Hollywood (Gonzales Remix) – 3:43
3. Hollywood (Fenech-Soler Remix) – 5:43
4. Hollywood (Monarchy 'Gliese Remix') – 7:24
5. Hollywood (versione acustica) – 3:38

7" (Regno Unito)
A. Hollywood – 3:23
B. Bad Kidz – 3:49
CD singolo (edizione limitata)
A. Hollywood – 3:23
B. Hollywood (Gonzales Remix) – 3:43

## Classifiche
| Classifica (2010) | Posizione massima |
| ----------------- | ----------------- |
| Austria           | 17                |
| Danimarca         | 10                |
| Germania          | 15                |
| Germania          | 11                |
| Irlanda           | 21                |
| Regno Unito       | 12                |
| Repubblica Ceca   | 27                |
| Slovacchia        | 68                |

## Classifiche di fine anno
| Chart (2010) | Position |
| ------------ | -------- |
| Regno Unito  | 135      |